# Anselm van Hulle
Anselm van Hulle (* 1601 in Gent; † nach 1674; eigentlich Anselmus Hebbelynck) war ein flämischer Maler. Die ersten Jahre seines Schaffens arbeitete er in seiner Heimatstadt. Bis van Hulle ab den 1640er Jahren im Auftrag des Prinzen Friedrich Heinrich von Oranien als Porträtmaler wirkte. Die meisten seiner Werke sind in Münster entstanden.

## Werke

Andreas Burckhardt Kanzler des Herzogtums Württemberg befindet sich im Schloss Gripsholm in Schweden
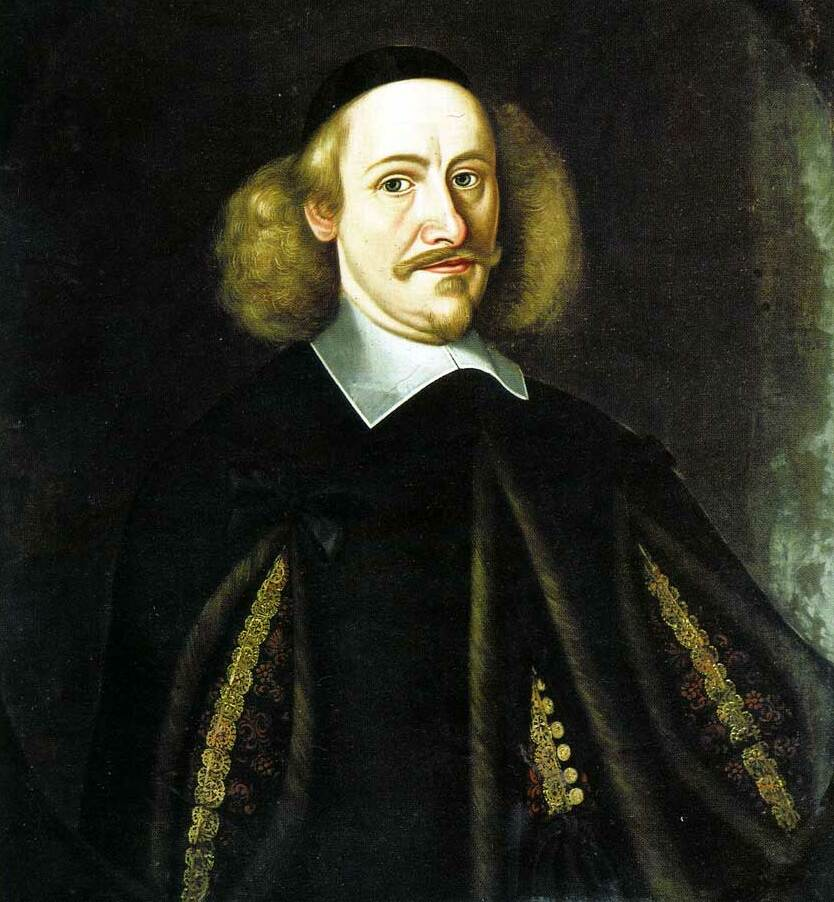
Otto von Guericke befindet sich im Schloss Gripsholm in Schweden
Anna Margareta Wrangel Gräfin von Salmis, 1648 befindet sich im Schloss Skokloster in Schweden
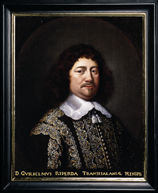
Porträt des holländischen  Diplomaten Willem Ripperda (zwischen 1640 und 1660)
Gerhard Schepeler, 1667, Kupferstich nach Anselm van Hulle, Rotterdam
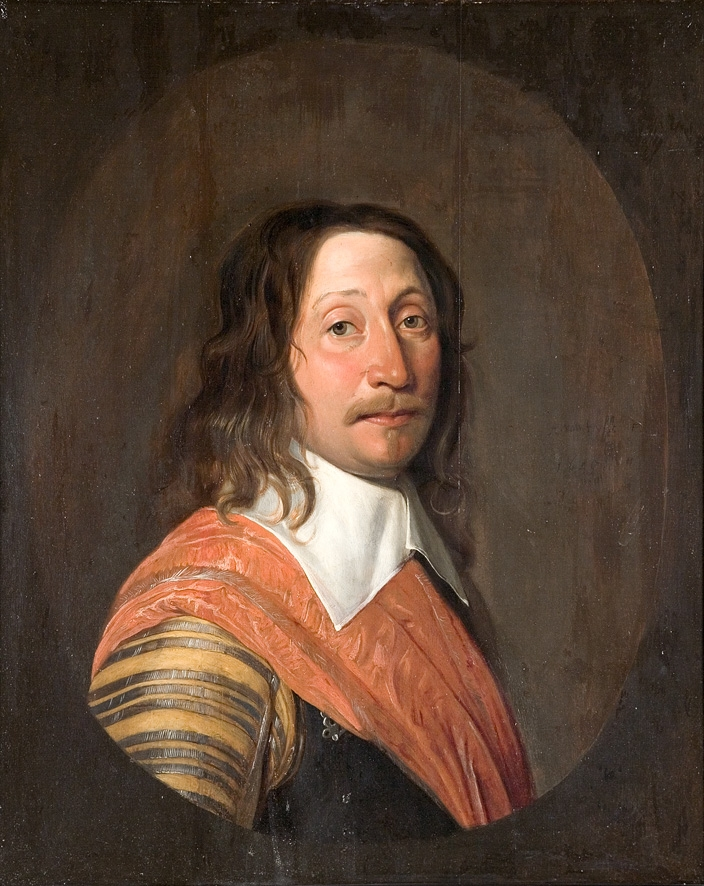
Geleyn Loncque. Sammlung Zeeuws maritiem muZEEum, Niederlande
Prinsess Christina von Schweden, Kupferstich nach Anselm van Hulle